# Йозеф Мор
Йозефус (Йозеф) Францискус Мор (нім. Joseph Franz Mohr; 11 грудня 1792 — 4 грудня 1848) — австрійський католицький священик і поет. Автор слів до різдвяної пісні «Тиха ніч».

## Ранні роки
Йозеф Мор народився 11 грудня 1792 року у австрійському місті Зальцбург. Батьком був австрійський найманий солдат та дезертир Франц Мор. Мати — неодружена вишивальниця Анна Шойберін. Батько залишив мати Йозефа ще до народження сина. Предки батька приїхали з міста Маріапфар в гірському районі на північ від Зальцбурга, а сім'я матері походила з міста Галлайн, відомого своїми соляними шахтами. Хрещеним батьком Йозефа Мора став останній офіційний палач Зальцбурга Джозеф Вольмут, який був відсутнім, його представляв довірений Францішко Захін. Оскільки батьки не були в шлюбі, за звичаєм, Джозеф отримав ім'я свого хрещеного батька.
Йохан Непомук Хірнле, вікарій і керівник музики в Зальцбургському соборі, дав змогу Мору отримати освіту і заохотив його зацікавитись музикою. Підлітком Мор одночасно служив співаком і скрипалем у хорах Університетської Церкви і у бенедектинському монастирі Святого Петра. З 1808 по 1810 роки Мор послушник у Бенедектинському мрнастирі Кремсмюнстерського абатства у Верхній Австрії. У 1810 році він повернувся до Зальцбурга для відвідування ліцейської школи, а у 1811 році вступає до семінарії. Оскільки він був незаконнородженим, йому довелось отримати спеціальне розпорядження для того, щоб він міг відвідувати семінарію. 21 серпня 1815 Мор закінчив семінарію і був висвячений у священики.

## Початок служіння
Восени 1815 року Мору було запропоновано тимчасово допомогти парафії у селі Рамзау поблизу Берхтесгадену. З 1815 по 1817 роки Мор був помічником священника у Маріапфаррі. Саме в цей час (в 1816 році) він написав слова до «Тихої ночі». Поганий стан здоров'я примусив його повернутися в Зальцбург влітку 1817 року. Після короткого відновлення сил він почав служити в якості помічника священика у Церкві Святого Миколая у місті Оберндорф-бай-Зальцбург, де він познайомився з Францем Грубером, вчителем в сусідньому Арнсдорфі, що зараз є частиною міста Лампрехтсгаузен.

### Stille Nacht

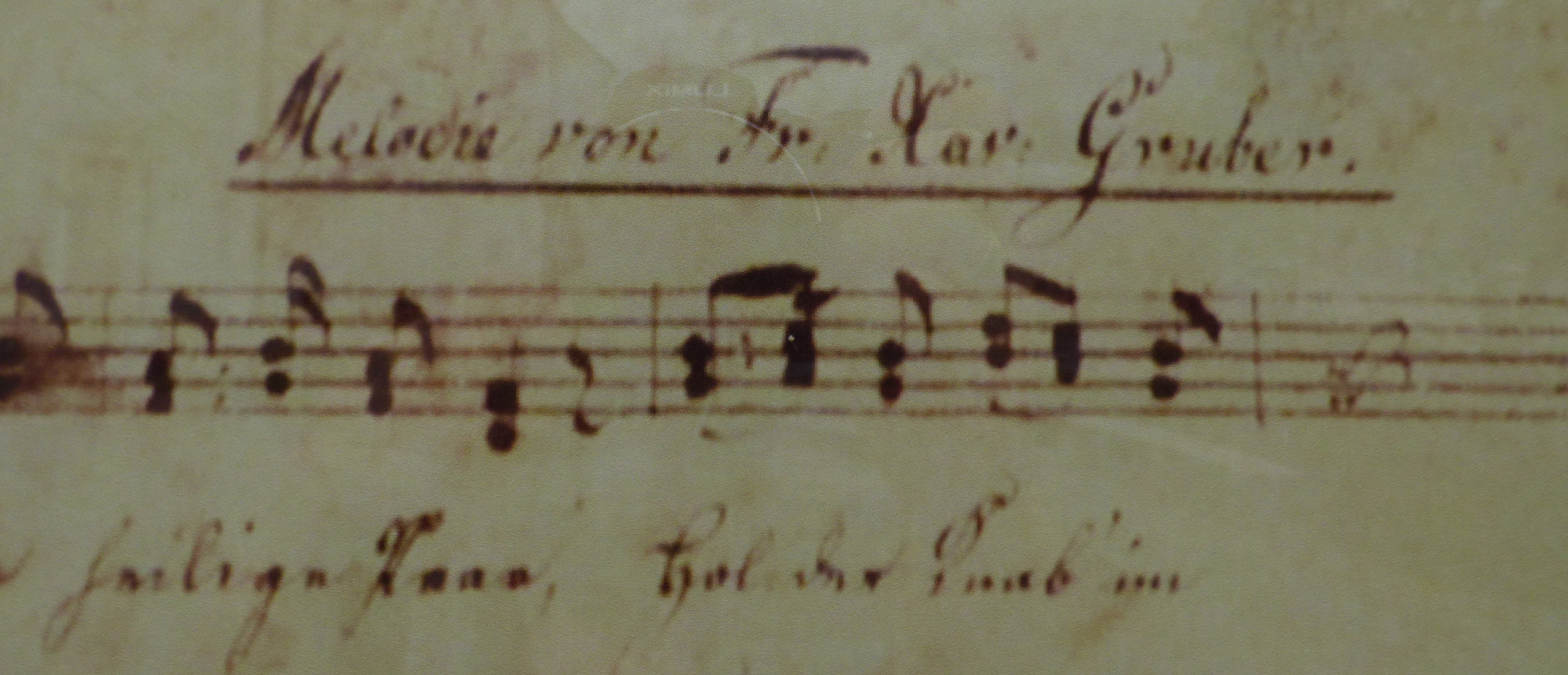
Stille Nacht by Joseph Mohr

У Різдвяну ніч 1818 році Мор завітав до Франца Грубера та попросив його скласти музику до вірша, що був написаний у 1816 році. Грубер написав мелодію для пісні всього за кілька годин.
У перший раз пісню виконували в простому аранжуванні для гітари і хору. Існує декілька версій чому Мор хотів створити цю пісню, але найпопулярніша з них стверджує, що священник хотів створити оригінальну пісню, яку він міг би грати на своєму улюбленому інструменті — гітарі. Протягом кількох років різдвяна пісня почала виконуватись в церквах Зальцбурзької архієпископства, а народні співаки з долини Ціллерталь поширили пісню по всій Європі.

## Подальше життя
Мор залишався в Оберндорфі лише до 1819 року. Після служіння у Оберндорфі його відправили до Кухля, потім він служив у парафіях Голлінг-ан-дер-Зальцаху, Бад-Фігауну, Аднету та Антерінгу. У 1827 році він став пастором у Гінтерзе, а у 1837 році у Ваграйні. Тут він створив фонд, який допомагав дітям з малозабезпечених сімей відвідувати школу і створив систему догляду за літніми людьми. Мор помер від захворювання легень 4 грудня 1848 року, у віці 55 років.

## Спадщина
Похований Мор у альпійському селищі Ваграйн. На його честь названа місцева школа, а його могила збереглася на почесному місці на цвинтарі поруч.
В Австрії «Stille Nacht» вважається національним надбанням. За традицією пісня не може бути публічно виконана до Різдва.